# NGC 4982
NGC 4982 este o galaxie situată în constelația Fecioara. A fost descoperită în  de către .